# Apocalypto
Apocalypto – film fabularny z 2006 wyreżyserowany przez Mela Gibsona. Akcja dzieje się w Meksyku przed pierwszym kontaktem Majów z cywilizacją europejską.
Film opiera się na tekście Popol Vuh oraz przekazach hiszpańskich misjonarzy, jak również antropologów, takich jak René Girard. Jest to pełna krwi historia ukazująca życie cywilizacji Majów, ich polowania, wojny plemienne czy składanie krwawych ofiar z ludzi. Postacie z filmu grane są w większości przez Meksykanów – potomków rdzennej ludności tego obszaru, a językiem używanym w filmie jest używany do dziś stary dialekt języka Majów – yucatec.

## Obsada
- Rudy Youngblood – Łapa Jaguara
- Morris Birdyellowhead – Krzemienne Niebo
- Dalia Hernández – Seven
- Carlos Emilio Baez – Biegnący Żółw
- Jonathan Brewer – Niemrawy
- Amilcar Ramírez – Zwinięty Nos
- Israel Contreras – Dymna Żaba
- Israel Rios – Liść Kakaowca
- Raoul Trujillo – Zero Wolf
- Ricardo Diaz Mendoza – Rozcięta Skała
- Gerardo Taracena – Middle Eye
- José Suárez – pierwsza ofiara kapłanów
- Espiridion Acosta Cache – Stary Gawędziarz
- Iazua Larios – Kwiat Nieboskłonu
- Carlos Ramos – Małpia Szczęka
- Ammel Rodrigo Mendoza – Hak Myszołowa
- Rodolfo Palacios – Snake Ink

## Nagrody i nominacje
- Oscary 2007
  - najlepszy dźwięk (nominacja)
  - najlepszy montaż (nominacja)
  - najlepsza charakteryzacja (nominacja)